# The Book of Lost Tales
Књига изгубљених прича (енгл. The Book of Lost Tales) је збирка раних прича енглеског писца Џ. Р. Р. Толкина, објављена као прва два тома дванаестотомног серијала The History of Middle-earth, који је приредио Кристофер Толкин. У овом серијалу он представља и анализира рукописе тих прича, које су биле најранији облик (започет 1917. године) сложених митолошких предања која ће касније сачињавати Силмарилион. Свака од прича је праћена напоменама и детаљним коментарима Кристофера Толкина.
За потребе издавања, књига је подељена у два тома: Књига изгубљених прича 1 (1983) и Књига изгубљених прича 2 (1984), али ова подела је искључиво уредничке природе. Сваки том садржи неколико „Изгубљених прича”.

### Натписи
На првим страницама сваког тома Историје Средње земље налази се натпис у феанорским карактерима (Тенгвар, писмо које је Толкин осмислио за Високе Вилењаке), који је написао Кристофер Толкин и који описује садржај књиге. Натпис у Књизи I гласи: „Ово је први део Књиге изгубљених прича Елфинесе, коју је Ериол Морнар научио од Вилењака Тол Ересеје, усамљеног острва у западном океану, а потом записао у Златној књизи Тавробела. У овом делу су испричане Приче о Валинору, од Музике Аинура до Прогонства Нолдола и скривања Валинора.”
Натпис у Књизи II гласи: „Ово је други део Књиге изгубљених прича Елфинесе, коју је Ериол Морнар научио од Вилењака Тол Ересеје, усамљеног острва у западном океану, а потом записао у Златној књизи Тавробела. У овом делу су испричане Приче о Берену и Тинувијели, о Турамбару, о Паду Гондолина и о Огрлици Патуљака.”

## Пријем

### Међу општом публиком
Колин Гринланд, писац научне фантастике, написао је рецензију за Књигу изгубљених прича I за часопис Imagine, у којој је тврдио: „Они који преферирају своје бајке софистициране, у тежој прози са научним белешкама и прилозима, са радошћу ће уронити у прву Књигу изгубљених прича Џ. Р. Р. Толкина.”
Критичар научне фантастике Дејв Лангфорд рецензирао је Књигу изгубљених прича II за часопис White Dwarf, изјавивши да има помешана осећања према њој, јер иако је додала неку дубину, није био сигуран да сваки детаљ вреди „анализирати са таквом ужасном озбиљношћу.”

### Међу стручњацима
Чарлс Ноад, проучавалац Толкина, рецензирајући Књигу I у журналу Mallorn 1984. године, примећује неусклађеност између имена у књизи и оних у Силмарилиону, бројне алтернативне називе и различите атрибуте ликова када име остаје непромењено. Он упоређује однос књиге према Силмарилиону са односом између црно-беле скице и уља на платну које јој претходи: јасно је да је потребно много рада. Штавише, он тврди да је Толкинова проза у овом тренутку још увек „неразвијена и несофистицирана”. Ноад цитира коментар Кристофера Толкина да је развој обично био постигнут „суптилним трансформацијама”. Он сматра „врло изузетним” откриће да је острво на које се искрцава луталица Ериол оно што ће постати Енглеска. Такође напомиње, како он то назива, велики проблем са којим се Толкин суочава: како „представити своју митологију у правилном контексту”, напомињући да је она требало да буде „остатак из најудаљеније антике”. То, пише Ноад, захтева индиректан приступ, који је Хобит на крају пружио: легендаријум је постао удаљена прошлост у односу на причу која је у првом плану. Он закључује да ће књига бити углавном од [књижевног] „археолошког” интереса и да се „не може препоручити случајном читаоцу”.
Ноад, у својој рецензији Књиге II, примећује да је задатак рецензента проблематичан у томе што је поређења, које би рецензија обично направила, већ, у „обилним детаљима”, учинио Кристофер Толкин у својим коментарима и белешкама. Али ипак, како је написао, било је упечатљиво како је Берен овде Вилењак, а не Човек; и Лутијена га спашава не од Саурона, већ од Тевилда, Принца Мачака. Ноад сматра изузетним колико се прича променила, с обзиром на то да је прича о Лутијени и Берену била тако важна за Толкина. О тому као целини, Ноад коментарише да је мање „космографски” од првог дела, али има јачу наративну нит. Ипак, осећа да је „од веће користи за знатижељне” или проучаваоце него као самостално дело; сматра да је писање „уздржано”, не успевајући да постигне своје намењене ефекте. Очигледно, закључује, Толкин није брзо или лако стекао свој завршени стил прозе. Ноад хвали уређивање Кристофера Толкина, који је „задивљујуће добро” представио компликоване материјале.
Владимир Брљак, још један проучавалац Толкина, пишући за журнал Tolkien Studies 2010. године, примећује да је Толкинов коментар у есеју Беовулф: Чудовишта и критичари, да је Беовулф већ био антикварно дело када је написано, а сада је „одјек одјека”, доносећи дирљиве погледе на тужне давно прошле временске периоде, такође био одбрана његових властитих дела, где је он, као и аутор Беовулфа, намерно настојао да створи утисак дубине. То је учинио у две Књиге изгубљених прича стварајући „сложену метафикционалну структуру”, уграђујући своја дела у оквир „превода редакција древних дела, који говоре о још старијим стварима”. Брљак тврди да је овај оквир „и темељ и круна Толкиновог зрелог књижевног рада”.